# 요마와리: 떠도는 밤
요마와리: 떠도는 밤 (일본어:夜廻 영문: Yomawari)은 니폰 이치 소프트웨어가 플레이스테이션 비타와 스팀을 위해 개발한 서바이벌 호러 비디오 게임이다. 이 게임은 일본에서 2015년 10월 29일에 출시되었고 2016년 10월에 영문판이 출시되었다. 속편인 요마와리: 심연은 2017년 10월 24일 전 세계에 공개되었다.
2018년 10월에는 요마와리: The long night collection이란 이름으로 후속작과 함께 닌텐도 스위치용으로 출시되었다.

## 게임플레이
플레이어들은 주인공의 개 뽀로와 그녀의 언니를 찾기 위해 어두운 마을을 탐험한다. 그러기 위해 주인공은 손전등을 사용해 밤길을 밝히고 유용한 물건들을 찾는다. 수상해 보이는 항목을 찾을 때마다 확인 가능하다는 물음표(?)가 나타나고 나중에 느낌표(!)로 바뀐다.
플레이어들은 필요에 따라 돌, 돈, 삽과 같은 아이템을 사용할 수 있다. 돌은 상대에게 던질 수 있고, 삽은 모래와 같은 특정한 장소를 파낼 때, 돈은 특정 장소에서 화해의 선물로 사용될 수 있다. 심장 박동 시스템은 만약 괴물이 근처에 있으면 플레이어들에게 경고를 하기 위해 사용되며, 소녀의 움직임을 더 느리게 만들어 그녀의 행동을 방해한다. 괴물을 피하는 유일한 방법은 그들의 움직임 패턴을 관찰한 후 도망치거나 덤불 같은 곳에 숨어서 레이더 역할을 하는 심장박동의 고동이 사라질 때까지 기다리는 것 뿐이다.
플레이아들은 전날 밤 일어난 일에 대해 다시 확인해야 할 경우, 소녀의 일기를 읽으면서 이를 확인할 수 있다.

## 줄거리
한 어린 소녀가 뽀로라는 이름의 개를 산책시키기 위해 밖에 데리고 나긴다. 도로에서 돌을 던지며 뽀로와 놀던 중 돌을 주우러 가던 뽀로가 지나가던 트럭에 치여 절벽으로 사라진다. 그러나 소녀는 언니에게 이를 사실대로 말하지 못했고, 개가 도망갔다고 생각한 언니는 밖에 나가 뽀로를 찾기로 했다. 그러나 몇 시간 동안 기다려도 언니가 돌아오지 않자, 이상한 점을 느낀다.
집을 나서면서, 그녀는 마을을 탐험하면서 주변이 변했다는 것을 알아차린다. 소녀는 언니와 뽀로에게 무슨 일이 일어났는지, 그리고 그들의 실종이 누구에 의한 것인지에 대한 단서를 찾으면서 텅 빈 거리를 배회하는 괴물들에게 도망친다.

## 출시
북미와 유럽에서 이 게임의 실물 복사본은 호타루노 니키와 함께 묶였다. 두 게임은 모두 동일한 Vita 카트리지에 있으며 Windows 수집기 버전은 게임을 다운로드하기 위한 추가 코드와 함께 릴리스되었다.
다른 니혼 이치 소프트웨어 게임과 마찬가지로 세가는 일본 외 지역에서 닌텐도 스위치의 실물 복제에 대한 출판 업무를 담당하게 된다. 아시아 지역 출시는 중국어 번체 및 일본어 및 한국어 버전이 설치되어 있으며 2018년 10월 25일에 공개되었다.

## 평가
코타쿠의 나카무라 토시는 이 게임을 매우 감성적이며, "죽음에 대해 배우는 어린 소녀의 성장 이야기"라고 평가했다.
NIS에 따르면 요마와리는 일본에서 약 48,000장의 판매량을 기록했다.

## 속편
2017년 4월 25일, 니혼 이치 소프트웨어는 2017년 8월에 일본의 플레이스테이션 4와 플레이스테이션 비타에서 플레이 가능한 요마와리: 미드나잇 섀도우라는 속편을 발표했다. 2017년 10월에 출시되었으며 플랫폼 선택에 마이크로소프트 윈도우가 추가되었다.